# Identidade Cristã
Identidade Cristã (em inglês:  Christian Identity, ou também conhecido como Identity Christianity)  é um movimento racista, supremacista branco e fundamentalista cristão, cujo objetivo é estabelecer uma teocracia cristã nos Estados Unidos, haja vista considera o país a verdadeira Terra Prometida devido a sua crença na teoria do anglo-israelismo.
O grupo sustenta que os antigos israelitas são povos anglo-saxões, germânicos, nórdicos e afins e são os descendentes físicos de Abraão, Isaac e Jacó. Não é uma religião organizada, mas em vez disso, é composta de indivíduos, igrejas e algumas gangues de prisão com uma teologia da supremacia branca, que promove uma interpretação racial do cristianismo. As crenças da Identidade Cristã foram desenvolvidas e promovidas por dois autores que consideraram os europeus como sendo o "povo escolhido" e os judeus foram considerados como os descendentes amaldiçoados de Caim. Muitas destas ideias foram mais tarde adotadas por seitas de supremacia branca e gangues.
A Identidade Cristã sustenta que todos os não-brancos (pessoas que não são de descendência totalmente europeia) serão exterminados ou escravizados para servirem à raça branca no novo Reino dos Céus na Terra sob o reino de Jesus Cristo. Sua doutrina diz que apenas as pessoas "Adamic" (brancas) podem alcançar a salvação e o paraíso.